# Seznam dílů seriálu M*A*S*H
Toto je seznam dílů seriálu M*A*S*H. Americký komediální seriál M*A*S*H z prostředí lékařské jednotky v korejské válce byl vysílán v letech 1972 až 1983. Vycházel z celovečerního filmu MASH z roku 1970 a pro televizní stanici CBS jej produkovala společnost 20th Century Fox Television. V jedenácti řadách vzniklo celkem 256 dílů, včetně dvouhodinového závěrečného speciálu. V Česku seriál premiérově vysílala v letech 1994–1995 TV Nova.

## Přehled řad
| Řada | Díly | Premiéra v USA     | Premiéra v USA  | Premiéra v ČR      | Premiéra v ČR      |
| Řada | Díly | První díl          | Poslední díl    | První díl          | Poslední díl       |
| ---- | ---- | ------------------ | --------------- | ------------------ | ------------------ |
| 1    | 24   | 17. září 1972      | 25. března 1973 | 18. dubna 1994     | 19. května 1994    |
| 2    | 24   | 15. září 1973      | 2. března 1974  | 20. května 1994    | 22. června 1994    |
| 3    | 24   | 10. září 1974      | 18. března 1975 | 23. června 1994    | 3. října 1994      |
| 4    | 25   | 12. září 1975      | 24. února 1976  | 4. října 1994      | 15. listopadu 1994 |
| 5    | 25   | 21. září 1976      | 15. března 1977 | 16. listopadu 1994 | 28. prosince 1994  |
| 6    | 25   | 20. září 1977      | 27. března 1978 | 29. prosince 1994  | 9. února 1995      |
| 7    | 26   | 18. září 1978      | 12. března 1979 | 13. února 1995     | 28. března 1995    |
| 8    | 25   | 17. září 1979      | 24. března 1980 | 29. března 1995    | 10. května 1995    |
| 9    | 20   | 17. listopadu 1980 | 4. května 1981  | 11. května 1995    | 14. června 1995    |
| 10   | 22   | 26. října 1981     | 12. dubna 1982  | 15. června 1995    | 24. července 1995  |
| 11   | 16   | 25. října 1982     | 28. února 1983  | 25. července 1995  | 19. srpna 1995     |

## Seznam dílů

### První řada (1972–1973)
| Č. v seriálu | Č. v řadě | Původní název                 | Český název                 | Režie             | Scénář                                                     | Premiéra v USA     | Premiéra v ČR   | Produkční kód |
| ------------ | --------- | ----------------------------- | --------------------------- | ----------------- | ---------------------------------------------------------- | ------------------ | --------------- | ------------- |
| 1            | 1         | Pilot                         | M*A*S*H – Úvodní epizoda    | Gene Reynolds     | Larry Gelbart                                              | 17. září 1972      | 18. dubna 1994  | J-301         |
| 2            | 2         | To Market, to Market          | Na trh                      | Michael O'Herlihy | Burt Styler                                                | 24. září 1972      | 20. dubna 1994  | J-303         |
| 3            | 3         | Requiem for a Lightweight     | Requiem pro lehkou váhu     | Hy Averback       | Robert Klane                                               | 1. října 1972      | 27. dubna 1994  | J-308         |
| 4            | 4         | Chief Surgeon Who?            | Šéfchirurg kdo?             | E.W. Swackhamer   | Larry Gelbart                                              | 8. října 1972      | 26. dubna 1994  | J-307         |
| 5            | 5         | The Moose                     | Služka                      | Hy Averback       | Laurence Marks                                             | 15. října 1972     | 22. dubna 1994  | J-305         |
| 6            | 6         | Yankee Doodle Doctor          | Yankee Doodle Doktor        | Lee Philips       | Laurence Marks                                             | 22. října 1972     | 29. dubna 1994  | J-310         |
| 7            | 7         | Bananas, Crackers and Nuts    | Banány, krekry a oříšky     | Bruce Bilson      | Burt Styler                                                | 5. listopadu 1972  | 2. května 1994  | J-311         |
| 8            | 8         | Cowboy                        | Kovboj                      | Don Weis          | Robert Klane                                               | 12. listopadu 1972 | 28. dubna 1994  | J-309         |
| 9            | 9         | Henry, Please Come Home       | Henry, prosím, vrať se domů | William Wiard     | Laurence Marks                                             | 19. listopadu 1972 | 19. dubna 1994  | J-302         |
| 10           | 10        | I Hate A Mystery              | Nenávidím tajemství         | Hy Averback       | Hal Dresner                                                | 26. listopadu 1972 | 25. dubna 1994  | J-306         |
| 11           | 11        | Germ Warfare                  | Bakteriologická válka       | Terry Becker      | Larry Gelbart                                              | 10. prosince 1972  | 21. dubna 1994  | J-304         |
| 12           | 12        | Dear Dad                      | Drahý otče                  | Gene Reynolds     | Larry Gelbart                                              | 17. prosince 1972  | 4. května 1994  | J-313         |
| 13           | 13        | Edwina                        | Edwina                      | James Sheldon     | Hal Dresner                                                | 24. prosince 1972  | 3. května 1994  | J-312         |
| 14           | 14        | Love Story                    | Love Story                  | Earl Bellamy      | Laurence Marks                                             | 7. ledna 1973      | 5. května 1994  | J-314         |
| 15           | 15        | Tuttle                        | Tuttle                      | William Wiard     | Bruce Shelly a David Ketchum                               | 14. ledna 1973     | 6. května 1994  | J-315         |
| 16           | 16        | The Ringbanger                | Rekordman                   | Jackie Cooper     | Jerry Mayer                                                | 21. ledna 1973     | 9. května 1994  | J-316         |
| 17           | 17        | Sometimes You Hear the Bullet | Někdy kulku uslyšíš         | William Wiard     | Carl Kleinschmitt                                          | 28. ledna 1973     | 11. května 1994 | J-318         |
| 18           | 18        | Dear Dad...Again              | Drahý otče… Znovu           | Jackie Cooper     | Sheldon Keller a Larry Gelbart                             | 4. února 1973      | 10. května 1994 | J-317         |
| 19           | 19        | The Long-John Flap            | Spodky                      | William Wiard     | Alan Alda                                                  | 18. února 1973     | 12. května 1994 | J-319         |
| 20           | 20        | The Army-Navy Game            | Armáda versus Námořnictvo   | Gene Reynolds     | námět: McLean Stevenson scénář: Sid Dorfman                | 25. února 1973     | 17. května 1994 | J-322         |
| 21           | 21        | Sticky Wicket                 | Nerozhodně                  | Don Weis          | námět: Richard Baer scénář: Laurence Marks a Larry Gelbart | 4. března 1973     | 16. května 1994 | J-321         |
| 22           | 22        | Major Fred C. Dobbs           | Major Fred C. Dobbs         | Don Weis          | Sid Dorfman                                                | 11. března 1973    | 13. května 1994 | J-320         |
| 23           | 23        | Cease-Fire                    | Příměří                     | Earl Bellamy      | námět: Robert Klane scénář: Laurence Marks a Larry Gelbart | 18. března 1973    | 18. května 1994 | J-323         |
| 24           | 24        | Showtime                      | Showtime                    | Jackie Cooper     | námět: Larry Gelbart scénář: Robert Klane a Larry Gelbart  | 25. března 1973    | 19. května 1994 | J-324         |

### Druhá řada (1973–1974)
| Č. v seriálu | Č. v řadě | Původní název                       | Český název                    | Režie         | Scénář                                                                                    | Premiéra v USA     | Premiéra v ČR   | Produkční kód |
| ------------ | --------- | ----------------------------------- | ------------------------------ | ------------- | ----------------------------------------------------------------------------------------- | ------------------ | --------------- | ------------- |
| 25           | 1         | Divided We Stand                    | Rozděleni zůstaneme            | Jackie Cooper | Larry Gelbart                                                                             | 15. září 1973      | 20. května 1994 | K-401         |
| 26           | 2         | 5 O'Clock Charlie                   | Bombarďák Charlie              | Norman Tokar  | námět: Keith Walker scénář: Larry Gelbart, Laurence Marks a Keith Walker                  | 22. září 1973      | 24. května 1994 | K-403         |
| 27           | 3         | Radar's Report                      | Radarova zpráva                | Jackie Cooper | námět: Sheldon Keller scénář: Laurence Marks                                              | 29. září 1973      | 23. května 1994 | K-402         |
| 28           | 4         | For the Good of the Outfit          | Pro dobro kolektivu            | Jackie Cooper | Jerry Mayer                                                                               | 6. října 1973      | 25. května 1994 | K-404         |
| 29           | 5         | Dr. Pierce and Mr. Hyde             | Dr. Pierce a pan Hyde          | Jackie Cooper | Alan Alda a Robert Klane                                                                  | 13. října 1973     | 26. května 1994 | K-405         |
| 30           | 6         | Kim                                 | Kim                            | William Wiard | Marc Mandel, Larry Gelbart a Laurence Marks                                               | 20. října 1973     | 30. května 1994 | K-407         |
| 31           | 7         | L.I.P. – Local Indigenous Personnel | M.D.O. – Místní domorodá osoba | William Wiard | námět: Carl Kleinschmitt scénář: Carl Kleinschmitt, Larry Gelbart a Laurence Marks        | 27. října 1973     | 27. května 1994 | K-406         |
| 32           | 8         | The Trial of Henry Blake            | Soud Henryho Blakea            | Don Weis      | McLean Stevenson                                                                          | 3. listopadu 1973  | 31. května 1994 | K-408         |
| 33           | 9         | Dear Dad... Three                   | Drahý otče… Tři                | Don Weis      | Larry Gelbart a Laurence Marks                                                            | 10. listopadu 1973 | 1. června 1994  | K-409         |
| 34           | 10        | The Sniper                          | Odstřelovač                    | Jackie Cooper | Richard M. Powell                                                                         | 17. listopadu 1973 | 2. června 1994  | K-410         |
| 35           | 11        | Carry On, Hawkeye                   | Drž se, Hawkeye                | Jackie Cooper | námět: Bernard Dilbert scénář: Bernard Dilbert, Larry Gelbart a Laurence Marks            | 24. listopadu 1973 | 3. června 1994  | K-411         |
| 36           | 12        | The Incubator                       | Inkubátor                      | Jackie Cooper | Larry Gelbart a Laurence Marks                                                            | 1. prosince 1973   | 6. června 1994  | K-412         |
| 37           | 13        | Deal Me Out                         | Dostaňte mě odtud              | Gene Reynolds | Larry Gelbart a Laurence Marks                                                            | 8. prosince 1973   | 7. června 1994  | K-413         |
| 38           | 14        | Hot Lips and Empty Arms             | Šťabajzna a prázdná náruč      | Jackie Cooper | Linda Bloodworth a Mary Kay Place                                                         | 15. prosince 1973  | 8. června 1994  | K-414         |
| 39           | 15        | Officers Only                       | Pouze pro důstojníky           | Jackie Cooper | Ed Jurist                                                                                 | 22. prosince 1973  | 9. června 1994  | K-415         |
| 40           | 16        | Henry in Love                       | Zamilovaný Henry               | Don Weis      | Larry Gelbart a Laurence Marks                                                            | 5. ledna 1974      | 10. června 1994 | K-416         |
| 41           | 17        | For Want of a Boot                  | Vše pro boty                   | Don Weis      | Sheldon Keller                                                                            | 12. ledna 1974     | 13. června 1994 | K-417         |
| 42           | 18        | Operation Noselift                  | Operace Nos                    | Hy Averback   | námět: Paul Richards a Erik Tarloff scénář: Erik Tarloff                                  | 19. ledna 1974     | 14. června 1994 | K-418         |
| 43           | 19        | The Chosen People                   | Vybraní lidé                   | Jackie Cooper | námět: Gerry Renert a Jeff Wilhelm scénář: Laurence Marks, Sheldon Keller a Larry Gelbart | 26. ledna 1974     | 15. června 1994 | K-419         |
| 44           | 20        | As You Were                         | Jací jste byli                 | Hy Averback   | námět: Gene Reynolds scénář: Larry Gelbart a Laurence Marks                               | 2. února 1974      | 16. června 1994 | K-420         |
| 45           | 21        | Crisis                              | Krize                          | Don Weis      | Larry Gelbart a Laurence Marks                                                            | 9. února 1974      | 17. června 1994 | K-421         |
| 46           | 22        | George                              | George                         | Gene Reynolds | John W. Regier a Gary Markowitz                                                           | 16. února 1974     | 20. června 1994 | K-422         |
| 47           | 23        | Mail Call                           | Pošta volá                     | Alan Alda     | Larry Gelbart a Laurence Marks                                                            | 23. února 1974     | 21. června 1994 | K-423         |
| 48           | 24        | A Smattering of Intelligence        | Souboj agentů                  | Larry Gelbart | Larry Gelbart a Laurence Marks                                                            | 2. března 1974     | 22. června 1994 | K-424         |

### Třetí řada (1974–1975)
| Č. v seriálu | Č. v řadě | Původní název                 | Český název          | Režie             | Scénář                                    | Premiéra v USA     | Premiéra v ČR    | Produkční kód |
| ------------ | --------- | ----------------------------- | -------------------- | ----------------- | ----------------------------------------- | ------------------ | ---------------- | ------------- |
| 49           | 1         | The General Flipped at Dawn   | Generál za úsvitu    | Larry Gelbart     | Jim Fritzell a Everett Greenbaum          | 10. září 1974      | 5. září 1994     | B-308         |
| 50           | 2         | Rainbow Bridge                | Duhový most          | Hy Averback       | Larry Gelbart a Laurence Marks            | 17. září 1974      | 23. června 1994  | B-301         |
| 51           | 3         | Officer of the Day            | Dozorčí dne          | Hy Averback       | Laurence Marks                            | 24. září 1974      | 1. července 1994 | B-307         |
| 52           | 4         | Iron Guts Kelly               | Železňák Kelly       | Don Weis          | Larry Gelbart a Sid Dorfman               | 1. října 1974      | 28. června 1994  | B-304         |
| 53           | 5         | O.R.                          | Operační den         | Gene Reynolds     | Larry Gelbart a Laurence Marks            | 8. října 1974      | 30. června 1994  | B-306         |
| 54           | 6         | Springtime                    | Jaro                 | Don Weis          | Linda Bloodworth a Mary Kay Place         | 15. října 1974     | 27. června 1994  | B-303         |
| 55           | 7         | Check-Up                      | Kontrola             | Don Weis          | Laurence Marks                            | 22. října 1974     | 12. září 1994    | B-312         |
| 56           | 8         | Life with Father              | Život s Otcem        | Hy Averback       | Everett Greenbaum a Jim Fritzell          | 29. října 1974     | 24. června 1994  | B-302         |
| 57           | 9         | Alcoholics Unanimous          | Alkoholici           | Hy Averback       | Everett Greenbaum a Jim Fritzell          | 12. listopadu 1974 | 14. září 1994    | B-314         |
| 58           | 10        | There is Nothing Like a Nurse | Nad sestru není      | Hy Averback       | Larry Gelbart                             | 19. listopadu 1974 | 6. září 1994     | B-309         |
| 59           | 11        | Adam's Ribs                   | Adamova žebra        | Gene Reynolds     | Laurence Marks                            | 26. listopadu 1974 | 19. září 1994    | B-316         |
| 60           | 12        | A Full Rich Day               | Všední den           | Gene Reynolds     | John D. Hess                              | 3. prosince 1974   | 8. září 1994     | B-311         |
| 61           | 13        | Mad Dogs and Servicemen       | Zlí psi a servismani | Hy Averback       | Linda Bloodworth a Mary Kay Place         | 10. prosince 1974  | 20. září 1994    | B-317         |
| 62           | 14        | Private Charles Lamb          | Vojín Charles Jehně  | Hy Averback       | Sid Dorfman                               | 31. prosince 1974  | 7. září 1994     | B-310         |
| 63           | 15        | Bombed                        | Bombardovaní         | Hy Averback       | Jim Fritzell a Everett Greenbaum          | 7. ledna 1975      | 26. září 1994    | B-320         |
| 64           | 16        | Bulletin Board                | Nástěnka             | Alan Alda         | Larry Gelbart a Simon Muntner             | 14. ledna 1975     | 29. září 1994    | B-323         |
| 65           | 17        | The Consultant                | Konzultant           | Gene Reynolds     | námět: Larry Gelbart scénář: Robert Klane | 21. ledna 1975     | 21. září 1994    | B-318         |
| 66           | 18        | House Arrest                  | Domácí vězení        | Hy Averback       | Jim Fritzell a Everett Greenbaum          | 4. února 1975      | 15. září 1994    | B-315         |
| 67           | 19        | Aid Station                   | První pomoc          | William Jurgensen | Larry Gelbart a Simon Muntner             | 11. února 1975     | 28. září 1994    | B-322         |
| 68           | 20        | Love and Marriage             | Láska a svatba       | Lee Philips       | Arthur Julian                             | 18. února 1975     | 27. září 1994    | B-321         |
| 69           | 21        | Big Mac                       | Big Mac              | Don Weis          | Laurence Marks                            | 25. února 1975     | 13. září 1994    | B-313         |
| 70           | 22        | Payday                        | Výplata              | Hy Averback       | John W. Regier a Gary Markowitz           | 4. března 1975     | 29. června 1994  | B-305         |
| 71           | 23        | White Gold                    | Bílé zlato           | Hy Averback       | Larry Gelbart a Simon Muntner             | 11. března 1975    | 22. září 1994    | B-319         |
| 72           | 24        | Abyssinia, Henry              | Abyssinia, Henry     | Larry Gelbart     | Everett Greenbaum a Jim Fritzell          | 18. března 1975    | 3. října 1994    | B-324         |

### Čtvrtá řada (1975–1976)
| Č. v seriálu | Č. v řadě | Původní název                | Český název                      | Režie             | Scénář                                                     | Premiéra v USA     | Premiéra v ČR      | Produkční kód |
| ------------ | --------- | ---------------------------- | -------------------------------- | ----------------- | ---------------------------------------------------------- | ------------------ | ------------------ | ------------- |
| 73           | 1         | Welcome to Korea (Part 1)    | Vítej v Koreji (1. část)         | Gene Reynolds     | Everett Greenbaum, Jim Fritzell a Larry Gelbart            | 12. září 1975      | 4. října 1994      | G-504         |
| 74           | 2         | Welcome to Korea (Part 2)    | Vítej v Koreji (2. část)         | Gene Reynolds     | Everett Greenbaum, Jim Fritzell a Larry Gelbart            | 12. září 1975      | 5. října 1994      | G-506         |
| 75           | 3         | Change of Command            | Změna velení                     | Gene Reynolds     | Jim Fritzell a Everett Greenbaum                           | 19. září 1975      | 6. října 1994      | G-501         |
| 76           | 4         | It Happened One Night        | Stalo se jedné noci              | Gene Reynolds     | námět: Gene Reynolds scénář: Larry Gelbart a Simon Muntner | 26. září 1975      | vysíláno           | G-502         |
| 77           | 5         | The Late Captain Pierce      | Mrtvý kapitán Pierce             | Alan Alda         | Glen Charles a Les Charles                                 | 3. října 1975      | vysíláno           | G-507         |
| 78           | 6         | Hey, Doc                     | Hej doktore                      | William Jurgensen | Rick Mittleman                                             | 10. října 1975     | vysíláno           | G-510         |
| 79           | 7         | The Bus                      | Autobus                          | Gene Reynolds     | John D. Hess                                               | 17. října 1975     | vysíláno           | G-512         |
| 80           | 8         | Dear Mildred                 | Drahá Mildred                    | Alan Alda         | Everett Greenbaum a Jim Fritzell                           | 24. října 1975     | vysíláno           | G-505         |
| 81           | 9         | The Kids                     | Děti                             | Alan Alda         | Jim Fritzell a Everett Greenbaum                           | 31. října 1975     | vysíláno           | G-511         |
| 82           | 10        | Quo Vadis, Captain Chandler? | Kam kráčíte, kapitáne Chandlere? | Larry Gelbart     | Burt Prelutsky                                             | 7. listopadu 1975  | vysíláno           | G-513         |
| 83           | 11        | Dear Peggy                   | Drahá Peggy                      | Burt Metcalfe     | Jim Fritzell a Everett Greenbaum                           | 14. listopadu 1975 | vysíláno           | G-509         |
| 84           | 12        | Of Moose and Men             | O paroháčích a lidech            | John Erman        | Jay Folb                                                   | 21. listopadu 1975 | vysíláno           | G-503         |
| 85           | 13        | Soldier of the Month         | Vojín měsíce                     | Gene Reynolds     | Linda Bloodworth                                           | 28. listopadu 1975 | vysíláno           | G-514         |
| 86           | 14        | The Gun                      | Zbraň                            | Burt Metcalfe     | Larry Gelbart a Gene Reynolds                              | 2. prosince 1975   | vysíláno           | G-517         |
| 87           | 15        | Mail Call...Again            | Znovu volání pošty               | George Tyne       | Jim Fritzell a Everett Greenbaum                           | 9. prosince 1975   | vysíláno           | G-518         |
| 88           | 16        | The Price of Tomato Juice    | Cena tomatového džusu            | Gene Reynolds     | Larry Gelbart a Gene Reynolds                              | 16. prosince 1975  | vysíláno           | G-519         |
| 89           | 17        | Dear Ma                      | Drahá mami                       | Alan Alda         | Everett Greenbaum a Jim Fritzell                           | 23. prosince 1975  | vysíláno           | G-515         |
| 90           | 18        | Der Tag                      | Der Tag                          | Gene Reynolds     | Everett Greenbaum a Jim Fritzell                           | 6. ledna 1976      | vysíláno           | G-522         |
| 91           | 19        | Hawkeye                      | Hawkeye                          | Larry Gelbart     | Larry Gelbart a Simon Muntner                              | 13. ledna 1976     | vysíláno           | G-520         |
| 92           | 20        | Some 38th Parallels          | 38. rovnoběžka                   | Burt Metcalfe     | John W. Regier a Gary Markowitz                            | 20. ledna 1976     | vysíláno           | G-521         |
| 93           | 21        | The Novocaine Mutiny         | Novocainová vzpoura              | Harry Morgan      | Burt Prelutsky                                             | 27. ledna 1976     | vysíláno           | G-523         |
| 94           | 22        | Smilin' Jack                 | Smějící se Jack                  | Charles Dubin     | Larry Gelbart a Simon Muntner                              | 3. února 1976      | vysíláno           | G-508         |
| 95           | 23        | The More I See You           | Až tě zase uvidím                | Gene Reynolds     | Larry Gelbart a Gene Reynolds                              | 10. února 1976     | vysíláno           | G-524         |
| 96           | 24        | Deluge                       | Probuzení                        | William Jurgensen | Larry Gelbart a Simon Muntner                              | 17. února 1976     | vysíláno           | G-516         |
| 97           | 25        | The Interview                | Interview                        | Larry Gelbart     | Larry Gelbart                                              | 24. února 1976     | 15. listopadu 1994 | G-525         |

### Pátá řada (1976–1977)
| Č. v seriálu | Č. v řadě | Původní název                      | Český název                | Režie             | Scénář                                                            | Premiéra v USA     | Premiéra v ČR      | Produkční kód |
| ------------ | --------- | ---------------------------------- | -------------------------- | ----------------- | ----------------------------------------------------------------- | ------------------ | ------------------ | ------------- |
| 98           | 1         | Bug Out (Part 1)                   | Stěhování (1. část)        | Gene Reynolds     | Jim Fritzell a Everett Greenbaum                                  | 21. září 1976      | 16. listopadu 1994 | U-801         |
| 99           | 2         | Bug Out (Part 2)                   | Stěhování (2. část)        | Gene Reynolds     | Jim Fritzell a Everett Greenbaum                                  | 21. září 1976      | 17. listopadu 1994 | U-802         |
| 100          | 3         | Margaret's Engagement              | Margaretino zasnoubení     | Alan Alda         | Gary Markowitz                                                    | 28. září 1976      | 21. listopadu 1994 | U-803         |
| 101          | 4         | Out of Sight, Out of Mind          | Sejde z očí, sejde z mysli | Gene Reynolds     | Ken Levine a David Isaacs                                         | 5. října 1976      | vysíláno           | U-806         |
| 102          | 5         | Lt. Radar O'Reilly                 | Poručík Radar O'Reilly     | Alan Rafkin       | Everett Greenbaum a Jim Fritzell                                  | 12. října 1976     | vysíláno           | U-805         |
| 103          | 6         | The Nurses                         | Sestry                     | Joan Darling      | Linda Bloodworth                                                  | 19. října 1976     | vysíláno           | U-809         |
| 104          | 7         | The Abduction of Margaret Houlihan | Únos Margarety Houlihanové | Gene Reynolds     | námět: Gene Reynolds scénář: Allan Katz a Don Reo                 | 26. října 1976     | vysíláno           | U-808         |
| 105          | 8         | Dear Sigmund                       | Drahý Sigmunde             | Alan Alda         | Alan Alda                                                         | 9. listopadu 1976  | vysíláno           | U-810         |
| 106          | 9         | Mulcahy's War                      | Mulcahyho válka            | George Tyne       | Richard Cogan                                                     | 16. listopadu 1976 | vysíláno           | U-812         |
| 107          | 10        | The Korean Surgeon                 | Korejský chirurg           | Gene Reynolds     | Bill Idelson                                                      | 23. listopadu 1976 | vysíláno           | U-814         |
| 108          | 11        | Hawkeye Get Your Gun               | Hawkeye vezmi zbraň        | William Jurgensen | námět: Gene Reynolds a Jay Folb scénář: Jay Folb                  | 30. listopadu 1976 | vysíláno           | U-813         |
| 109          | 12        | The Colonel's Horse                | Plukovníkův kůň            | Burt Metcalfe     | Jim Fritzell a Everett Greenbaum                                  | 7. prosince 1976   | vysíláno           | U-811         |
| 110          | 13        | Exorcism                           | Vymítání                   | Alan Alda         | námět: Gene Reynolds a Jay Folb scénář: Jay Folb                  | 14. prosince 1976  | vysíláno           | U-815         |
| 111          | 14        | Hawk's Nightmare                   | Hawkeyho noční můra        | Burt Metcalfe     | Burt Prelutsky                                                    | 21. prosince 1976  | vysíláno           | U-804         |
| 112          | 15        | The Most Unforgettable Characters  | Nezapomenutelné osobnosti  | Burt Metcalfe     | Ken Levine a David Isaacs                                         | 4. ledna 1977      | vysíláno           | U-818         |
| 113          | 16        | 38 Across                          | 38 vodorovně               | Burt Metcalfe     | Jim Fritzell a Everett Greenbaum                                  | 11. ledna 1977     | vysíláno           | U-821         |
| 114          | 17        | Ping Pong                          | Ping Pong                  | William Jurgensen | Sid Dorfman                                                       | 18. ledna 1977     | vysíláno           | U-817         |
| 115          | 18        | End Run                            | Poslední běh               | Harry Morgan      | John D. Hess                                                      | 25. ledna 1977     | vysíláno           | U-816         |
| 116          | 19        | Hanky Panky                        | Techtle mechtle            | Gene Reynolds     | Gene Reynolds                                                     | 1. února 1977      | vysíláno           | U-822         |
| 117          | 20        | Hepatitis                          | Žloutenka                  | Alan Alda         | Alan Alda                                                         | 8. února 1977      | vysíláno           | U-823         |
| 118          | 21        | The General's Practitioner         | Generálův osobní lékař     | Alan Rafkin       | Burt Prelutsky                                                    | 15. února 1977     | vysíláno           | U-807         |
| 119          | 22        | Movie Tonight                      | Dnes večer promítáme       | Burt Metcalfe     | Gene Reynolds, Don Reo, Allan Katz a Jay Folb                     | 22. února 1977     | vysíláno           | U-824         |
| 120          | 23        | Souvenirs                          | Suvenýry                   | Joshua Shelley    | námět: Burt Prelutsky a Reinhold Weege scénář: Burt Prelutsky     | 1. března 1977     | vysíláno           | U-819         |
| 121          | 24        | Post Op                            | Pooperační                 | Gene Reynolds     | námět: Gene Reynolds a Jay Folb scénář: Ken Levine a David Isaacs | 8. března 1977     | vysíláno           | U-825         |
| 122          | 25        | Margaret's Marriage                | Margaretina svatba         | Gene Reynolds     | Everett Greenbaum a Jim Fritzell                                  | 15. března 1977    | 28. prosince 1994  | U-820         |

### Šestá řada (1977–1978)
| Č. v seriálu | Č. v řadě | Původní název               | Český název                  | Režie                     | Scénář                                  | Premiéra v USA     | Premiéra v ČR              | Produkční kód |
| ------------ | --------- | --------------------------- | ---------------------------- | ------------------------- | --------------------------------------- | ------------------ | -------------------------- | ------------- |
| 123          | 1         | Fade Out, Fade In (Part 1)  | Střídání stráží (1. část)    | Hy Averback               | Jim Fritzell a Everett Greenbaum        | 20. září 1977      | 29. prosince 1994          | Y-101         |
| 124          | 2         | Fade Out, Fade In (Part 2)  | Střídání stráží (2. část)    | Hy Averback               | Jim Fritzell a Everett Greenbaum        | 20. září 1977      | 2. ledna 1995              | Y-102         |
| 125          | 3         | Fallen Idol                 | Padlý idol                   | Alan Alda                 | Alan Alda                               | 27. září 1977      | vysíláno                   | Y-104         |
| 126          | 4         | Last Laugh                  | Kdo se směje naposled        | Don Weis                  | Everett Greenbaum a Jim Fritzell        | 4. října 1977      | vysíláno                   | Y-103         |
| 127          | 5         | War of Nerves               | Válka nervů                  | Alan Alda                 | Alan Alda                               | 11. října 1977     | vysíláno                   | Y-106         |
| 128          | 6         | The Winchester Tapes        | Winchesterovy nahrávky       | Burt Metcalfe             | Everett Greenbaum a Jim Fritzell        | 18. října 1977     | vysíláno                   | Y-107         |
| 129          | 7         | The Light That Failed       | Světlo, které zhaslo         | Charles Dubin             | Burt Prelutsky                          | 25. října 1977     | vysíláno                   | Y-108         |
| 130          | 8         | In Love and War             | Láska a válka                | Alan Alda                 | Alan Alda                               | 1. listopadu 1977  | vysíláno                   | Y-112         |
| 131          | 9         | Change Day                  | Výměnný den                  | Don Weis                  | Laurence Marks                          | 8. listopadu 1977  | vysíláno                   | Y-113         |
| 132          | 10        | Images                      | Tetovaný                     | Burt Metcalfe             | Burt Prelutsky                          | 15. listopadu 1977 | vysíláno                   | Y-105         |
| 133          | 11        | The M*A*S*H Olympics        | Olympiáda v M*A*S*Hi         | Don Weis                  | Ken Levine a David Isaacs               | 22. listopadu 1977 | vysíláno                   | Y-111         |
| 134          | 12        | The Grim Reaper             | Hrobař                       | George Tyne               | Burt Prelutsky                          | 29. listopadu 1977 | vysíláno                   | Y-110         |
| 135          | 13        | Comrades in Arms (Part 1)   | Kamarádi ve zbrani (1. část) | Burt Metcalfe a Alan Alda | Alan Alda                               | 6. prosince 1977   | vysíláno                   | Y-116         |
| 136          | 14        | Comrades in Arms (Part 2)   | Kamarádi ve zbrani (2. část) | Alan Alda a Burt Metcalfe | Alan Alda                               | 13. prosince 1977  | vysíláno                   | Y-117         |
| 137          | 15        | The Merchant of Korea       | Kupec korejský               | William Jurgensen         | Ken Levine a David Isaacs               | 20. prosince 1977  | vysíláno                   | Y-118         |
| 138          | 16        | The Smell of Music          | Vůně hudby                   | Stuart Millar             | Jim Fritzell a Everett Greenbaum        | 3. ledna 1978      | vysíláno                   | Y-115         |
| 139          | 17        | Patent 4077                 | Pacient 4077                 | Harry Morgan              | Ken Levine a David Isaacs               | 10. ledna 1978     | vysíláno                   | Y-114         |
| 140          | 18        | Tea and Empathy             | Čaj                          | Don Weis                  | Bill Idelson                            | 17. ledna 1978     | vysíláno                   | Y-109         |
| 141          | 19        | Your Hit Parade             | Hitparáda                    | George Tyne               | Ronny Graham                            | 24. ledna 1978     | vysíláno                   | Y-124         |
| 142          | 20        | What's Up, Doc?             | O co jde, šéfe?              | George Tyne               | Larry Balmagia                          | 30. ledna 1978     | vysíláno                   | Y-119         |
| 143          | 21        | Mail Call Three             | Volaní pošty potřetí         | Charles Dubin             | Everett Greenbaum a Jim Fritzell        | 6. února 1978      | vysíláno                   | Y-121         |
| 144          | 22        | Temporary Duty              | Dočasná výměna               | Burt Metcalfe             | Larry Balmagia                          | 13. února 1978     | vysíláno                   | Y-125         |
| 145          | 23        | Potter's Retirement         | Potterovo odvolání           | William Jurgensen         | Laurence Marks                          | 20. února 1978     | vysíláno                   | Y-120         |
| 146          | 24        | Dr. Winchester and Mr. Hyde | Dr. Winchester a Mr. Hyde    | Charles Dubin             | Ken Levine, David Isaacs a Ronny Graham | 27. února 1978     | vysíláno                   | Y-122         |
| 147          | 25        | Major Topper                | Major Machr                  | Charles Dubin             | Allyn Freeman                           | 27. března 1978    | 9. února 1995[verifikovat] | Y-123         |

### Sedmá řada (1978–1979)
| Č. v seriálu | Č. v řadě | Původní název               | Český název                      | Režie             | Scénář                                                                           | Premiéra v USA     | Premiéra v ČR                | Produkční kód |
| ------------ | --------- | --------------------------- | -------------------------------- | ----------------- | -------------------------------------------------------------------------------- | ------------------ | ---------------------------- | ------------- |
| 148          | 1         | Commander Pierce            | Velitel Pierce                   | Burt Metcalfe     | námět: Ronny Graham a Don Segall scénář: Ronny Graham                            | 18. září 1978      | 13. února 1995[verifikovat]  | T-404         |
| 149          | 2         | Peace on Us                 | Mír s námi                       | George Tyne       | Ken Levine a David Isaacs                                                        | 25. září 1978      | vysíláno                     | T-401         |
| 150          | 3         | Lil                         | Lil                              | Burt Metcalfe     | Sheldon Bull                                                                     | 2. října 1978      | vysíláno                     | T-406         |
| 151          | 4         | Our Finest Hour (Part 1)    | Naše nejlepší okamžiky (1. část) | Burt Metcalfe     | Ken Levine, David Isaacs, Larry Balmagia, Ronny Graham a David Lawrence          | 9. října 1978      | vysíláno                     | T-408         |
| 152          | 5         | Our Finest Hour (Part 2)    | Naše nejlepší okamžiky (2. část) | Burt Metcalfe     | Ken Levine, David Isaacs, Larry Balmagia, Ronny Graham a David Lawrence          | 9. října 1978      | vysíláno                     | T-409         |
| 153          | 6         | The Billfold Syndrome       | Billfoldův syndrom               | Alan Alda         | Ken Levine a David Isaacs                                                        | 16. října 1978     | vysíláno                     | T-405         |
| 154          | 7         | None Like it Hot            | Nikdo to nemá rád horké          | Tony Mordente     | Ken Levine, David Isaacs a Johnny Bonaduce                                       | 23. října 1978     | vysíláno                     | T-410         |
| 155          | 8         | They Call the Wind Korea    | Volání korejského větru          | Charles Dubin     | Ken Levine a David Isaacs                                                        | 30. října 1978     | vysíláno                     | T-407         |
| 156          | 9         | Major Ego                   | Major Ego                        | Alan Alda         | Larry Balmagia                                                                   | 6. listopadu 1978  | vysíláno                     | T-412         |
| 157          | 10        | Baby, It's Cold Outside     | Hej, je tu zima!                 | George Tyne       | Gary David Goldberg                                                              | 13. listopadu 1978 | vysíláno                     | T-403         |
| 158          | 11        | Point of View               | Na vlastní oči                   | Charles Dubin     | Ken Levine a David Isaacs                                                        | 20. listopadu 1978 | vysíláno                     | T-415         |
| 159          | 12        | Dear Comrade                | Drahý soudruhu                   | Charles Dubin     | Tom Reeder                                                                       | 27. listopadu 1978 | vysíláno                     | T-413         |
| 160          | 13        | Out of Gas                  | Bez plynu                        | Mel Damski        | Tom Reeder                                                                       | 4. prosince 1978   | vysíláno                     | T-411         |
| 161          | 14        | An Eye for a Tooth          | Oko za oko, zub za zub           | Charles Dubin     | Ronny Graham                                                                     | 11. prosince 1978  | vysíláno                     | T-414         |
| 162          | 15        | Dear Sis                    | Drahá sestro                     | Alan Alda         | Alan Alda                                                                        | 18. prosince 1978  | vysíláno                     | T-417         |
| 163          | 16        | B.J. Papa San               | B.J. Papa San                    | James Sheldon     | Larry Balmagia                                                                   | 1. ledna 1979      | vysíláno                     | T-402         |
| 164          | 17        | Inga                        | Inga                             | Alan Alda         | Alan Alda                                                                        | 8. ledna 1979      | vysíláno                     | T-420         |
| 165          | 18        | The Price                   | Cena                             | Charles Dubin     | Erik Tarloff                                                                     | 15. ledna 1979     | vysíláno                     | T-418         |
| 166          | 19        | The Young and the Restless  | Mladí a neklidní                 | William Jurgensen | Mitch Markowitz                                                                  | 22. ledna 1979     | vysíláno                     | T-421         |
| 167          | 20        | Hot Lips is Back in Town    | Šťabajzna se vrací               | Charles Dubin     | námět: Bernard Dilbert a Gary Markowitz scénář: Larry Balmagia a Bernard Dilbert | 29. ledna 1979     | vysíláno                     | T-419         |
| 168          | 21        | C*A*V*E                     | J*E*S*K*Y*N*Ě                    | William Jurgensen | Larry Balmagia a Ronny Graham                                                    | 5. února 1979      | vysíláno                     | T-423         |
| 169          | 22        | Rally Round the Flagg, Boys | Pozor na Flagga, chlapci!        | Harry Morgan      | Mitch Markowitz                                                                  | 14. února 1979     | vysíláno                     | T-425         |
| 170          | 23        | Preventative Medicine       | Preventivní léčba                | Tony Mordente     | Tom Reeder                                                                       | 19. února 1979     | vysíláno                     | T-416         |
| 171          | 24        | A Night at Rosie's          | Noc u Rosie                      | Burt Metcalfe     | Ken Levine a David Isaacs                                                        | 26. února 1979     | vysíláno                     | T-426         |
| 172          | 25        | Ain't Love Grand?           | Ach ta láska                     | Mike Farrell      | Ken Levine a David Isaacs                                                        | 5. března 1979     | vysíláno                     | T-422         |
| 173          | 26        | The Party                   | Párty                            | Burt Metcalfe     | Alan Alda a Burt Metcalfe                                                        | 12. března 1979    | 28. března 1995[verifikovat] | T-424         |

### Osmá řada (1979–1980)
| Č. v seriálu | Č. v řadě | Původní název           | Český název             | Režie             | Scénář                                                      | Premiéra v USA     | Premiéra v ČR                | Produkční kód |
| ------------ | --------- | ----------------------- | ----------------------- | ----------------- | ----------------------------------------------------------- | ------------------ | ---------------------------- | ------------- |
| 174          | 1         | Too Many Cooks          | Příliš mnoho kuchařů    | Charles S. Dubin  | Dennis Koenig                                               | 17. září 1979      | 29. března 1995              | S-601         |
| 175          | 2         | Are You Now, Margaret?  | Kdo jsi, Margaret?      | Charles S. Dubin  | Thad Mumford a Dan Wilcox                                   | 24. září 1979      | vysíláno                     | S-602         |
| 176          | 3         | Guerilla My Dreams      | Partyzánské sny         | Alan Alda         | Bob Colleary                                                | 1. října 1979      | vysíláno                     | S-603         |
| 177          | 4         | Good-Bye Radar (Part 1) | Sbohem Radare (1. část) | Charles S. Dubin  | Ken Levine a David Isaacs                                   | 8. října 1979      | vysíláno                     | S-610         |
| 178          | 5         | Good-Bye Radar (Part 2) | Sbohem Radare (2. část) | Charles S. Dubin  | Ken Levine a David Isaacs                                   | 15. října 1979     | vysíláno                     | S-611         |
| 179          | 6         | Period of Adjustment    | Čas přizpůsobování      | Charles S. Dubin  | Jim Mulligan a John Rappaport                               | 22. října 1979     | vysíláno                     | S-604         |
| 180          | 7         | Nurse Doctor            | Sestra doktorka         | Charles S. Dubin  | námět: Sy Rosen scénář: Sy Rosen, Thad Mumford a Dan Wilcox | 29. října 1979     | vysíláno                     | S-608         |
| 181          | 8         | Private Finance         | Osobní finance          | Charles S. Dubin  | Dennis Koenig                                               | 5. listopadu 1979  | vysíláno                     | S-605         |
| 182          | 9         | Mr. and Mrs. Who?       | Pan a paní Kdo?         | Burt Metcalfe     | Ronny Graham                                                | 12. listopadu 1979 | vysíláno                     | S-606         |
| 183          | 10        | The Yalu Brick Road     | Cesta ke žlutému mostu  | Charles S. Dubin  | Mike Farrell                                                | 19. listopadu 1979 | vysíláno                     | S-607         |
| 184          | 11        | Life Time               | Čas života              | Alan Alda         | Alan Alda a Walter D. Dishell                               | 26. listopadu 1979 | vysíláno                     | S-609         |
| 185          | 12        | Dear Uncle Abdul        | Drahý strýčku Abdule    | William Jurgensen | John Rappaport & Jim Mulligan                               | 3. prosince 1979   | vysíláno                     | S-613         |
| 186          | 13        | Captain's Outrageous    | Bitva o kapitána        | Burt Metcalfe     | Thad Mumford a Dan Wilcox                                   | 10. prosince 1979  | vysíláno                     | S-614         |
| 187          | 14        | Stars and Stripes       | Hvězdy a pruhy          | Harry Morgan      | Dennis Koenig                                               | 17. prosince 1979  | vysíláno                     | S-615         |
| 188          | 15        | Yessir, That's Our Baby | Ano, to je naše dítě    | Alan Alda         | Jim Mulligan                                                | 31. prosince 1979  | vysíláno                     | S-617         |
| 189          | 16        | Bottle Fatigue          | Vyčerpaná láhev         | Burt Metcalfe     | Thad Mumford a Dan Wilcox                                   | 7. ledna 1980      | vysíláno                     | S-618         |
| 190          | 17        | Heal Thyself            | Uzdravte je             | Mike Farrell      | námět: Dennis Koenig a Gene Reynolds scénář: Dennis Koenig  | 14. ledna 1980     | vysíláno                     | S-616         |
| 191          | 18        | Old Soldiers            | Všichni dobří vojáci    | Charles S. Dubin  | Dennis Koenig                                               | 21. ledna 1980     | vysíláno                     | S-620         |
| 192          | 19        | Morale Victory          | Morální vítězství       | Charles S. Dubin  | John Rappaport                                              | 28. ledna 1980     | vysíláno                     | S-619         |
| 193          | 20        | Lend a Hand             | Pomocná ruka            | Alan Alda         | Alan Alda                                                   | 4. února 1980      | vysíláno                     | S-621         |
| 194          | 21        | Goodbye, Cruel World    | Sbohem, krutý světe     | Charles S. Dubin  | Thad Mumford a Dan Wilcox                                   | 11. února 1980     | vysíláno                     | S-622         |
| 195          | 22        | Dreams                  | Sny                     | Alan Alda         | námět: Alan Alda a James Jay Rubinfier scénář: Alan Alda    | 18. února 1980     | vysíláno                     | S-612         |
| 196          | 23        | War Co-Respondent       | Válečná dopisovatelka   | Mike Farrell      | Mike Farrell                                                | 3. března 1980     | vysíláno                     | S-624         |
| 197          | 24        | Back Pay                | Cena války              | Burt Metcalfe     | Thad Mumford, Dan Wilcox a Dennis Koenig                    | 10. března 1980    | vysíláno                     | S-625         |
| 198          | 25        | April Fools             | Sezóna hlouposti        | Charles S. Dubin  | Dennis Koenig                                               | 24. března 1980    | 10. května 1995[verifikovat] | S-623         |

### Devátá řada (1980–1981)
| Č. v seriálu | Č. v řadě | Původní název           | Český název                | Režie              | Scénář                                                                                               | Premiéra v USA     | Premiéra v ČR                | Produkční kód |
| ------------ | --------- | ----------------------- | -------------------------- | ------------------ | --- | ------------------ | ---------------------------- | ------------- |
| 199          | 1         | The Best of Enemies     | Nejlepší nepřítel          | Charles S. Dubin   | Sheldon Bull                                                                                         | 17. listopadu 1980 | 11. května 1995[verifikovat] | Z-404         |
| 200          | 2         | Letters                 | Dopisy                     | Charles S. Dubin   | Dennis Koenig                                                                                        | 24. listopadu 1980 | vysíláno                     | Z-403         |
| 201          | 3         | Cementing Relationships | Betonové přátelství        | Charles S. Dubin   | David Pollock a Elias Davis                                                                          | 1. prosince 1980   | vysíláno                     | Z-401         |
| 202          | 4         | Father's Day            | Den otců                   | Alan Alda          | Karen Hall                                                                                           | 8. prosince 1980   | vysíláno                     | Z-405         |
| 203          | 5         | Death Takes a Holiday   | Smrt na prázdninách        | Mike Farrell       | námět: Thad Mumford, Dan Wilcox a Burt Metcalfe scénář: Mike Farrell, John Rappaport a Dennis Koenig | 15. prosince 1980  | vysíláno                     | Z-408         |
| 204          | 6         | A War for All Seasons   | Válka pro všechny sezóny   | Burt Metcalfe      | Dan Wilcox a Thad Mumford                                                                            | 29. prosince 1980  | vysíláno                     | Z-409         |
| 205          | 7         | Your Retention, Please  | Verbování                  | Charles S. Dubin   | Erik Tarloff                                                                                         | 5. ledna 1981      | vysíláno                     | Z-406         |
| 206          | 8         | Tell It to the Marines  | Řekněte to mariňákům       | Harry Morgan       | Hank Bradford                                                                                        | 12. ledna 1981     | vysíláno                     | Z-410         |
| 207          | 9         | Taking the Fifth        | Hlavní cena                | Charles S. Dubin   | Elias Davis a David Pollock                                                                          | 19. ledna 1981     | vysíláno                     | Z-407         |
| 208          | 10        | Operation Friendship    | Operace přátelství         | Rena Down          | Dennis Koenig                                                                                        | 26. ledna 1981     | vysíláno                     | Z-412         |
| 209          | 11        | No Sweat                | Žádné pocení               | Burt Metcalfe      | John Rappaport                                                                                       | 2. února 1981      | vysíláno                     | Z-402         |
| 210          | 12        | Depressing News         | Nepříjemné zprávy          | Alan Alda          | Dan Wilcox a Thad Mumford                                                                            | 9. února 1981      | vysíláno                     | Z-411         |
| 211          | 13        | No Laughing Matter      | Vážná věc                  | Burt Metcalfe      | Elias Davis a David Pollock                                                                          | 16. února 1981     | vysíláno                     | Z-413         |
| 212          | 14        | Oh, How We Danced       | Ó, to si tancujeme         | Burt Metcalfe      | John Rappaport                                                                                       | 23. února 1981     | vysíláno                     | Z-414         |
| 213          | 15        | Bottoms Up              | Až do dna                  | Alan Alda          | Dennis Koenig                                                                                        | 2. března 1981     | vysíláno                     | Z-415         |
| 214          | 16        | The Red/White Blues     | Rudobílé blues             | Gabrielle Beaumont | Elias Davis a David Pollock                                                                          | 9. března 1981     | vysíláno                     | Z-416         |
| 215          | 17        | Bless You, Hawkeye      | Pozdrav pánbu, Hawkeye     | Nell Cox           | Dan Wilcox a Thad Mumford                                                                            | 16. března 1981    | vysíláno                     | Z-417         |
| 216          | 18        | Blood Brothers          | Pokrevní bratři            | Harry Morgan       | David Pollock a Elias Davis                                                                          | 6. dubna 1981      | vysíláno                     | Z-421         |
| 217          | 19        | The Foresight Saga      | Předpovězená sága          | Charles S. Dubin   | Dennis Koenig                                                                                        | 13. dubna 1981     | vysíláno                     | Z-422         |
| 218          | 20        | The Life You Save       | Život, který jsi zachránil | Alan Alda          | John Rappaport a Alan Alda                                                                           | 4. května 1981     | 14. června 1995[verifikovat] | Z-418         |

### Desátá řada (1981–1982)
| Č. v seriálu | Č. v řadě | Původní název                                | Český název                 | Režie              | Scénář                        | Premiéra v USA     | Premiéra v ČR                  | Produkční kód |
| ------------ | --------- | -------------------------------------------- | --------------------------- | ------------------ | ----------------------------- | ------------------ | ------------------------------ | ------------- |
| 219          | 1         | That's Show Biz (Part 1)                     | To je showbyznis (1. část)  | Charles S. Dubin   | David Pollock a Elias Davis   | 26. října 1981     | 15. června 1995[verifikovat]   | Z-419         |
| 220          | 2         | That's Show Biz (Part 2)                     | To je showbyznis (2. část)  | Charles S. Dubin   | David Pollock a Elias Davis   | 26. října 1981     | vysíláno                       | Z-420         |
| 221          | 3         | Identity Crisis                              | Krize identity              | David Ogden Stiers | Dan Wilcox a Thad Mumford     | 2. listopadu 1981  | vysíláno                       | Z-423         |
| 222          | 4         | Rumor at the Top                             | Zaručené informace          | Charles S. Dubin   | David Pollock a Elias Davis   | 9. listopadu 1981  | vysíláno                       | Z-424         |
| 223          | 5         | Give 'Em Hell, Hawkeye                       | Jen jim to nandej, Hawkeye  | Charles S. Dubin   | Dennis Koenig                 | 16. listopadu 1981 | vysíláno                       | 1-G01         |
| 224          | 6         | Wheelers and Dealers                         | Pracující žena              | Charles S. Dubin   | Thad Mumford a Dan Wilcox     | 23. listopadu 1981 | vysíláno                       | 1-G02         |
| 225          | 7         | Communication Breakdown                      | Komunikační potíže          | Alan Alda          | Karen Hall                    | 30. listopadu 1981 | vysíláno                       | 1-G03         |
| 226          | 8         | Snap Judgment                                | Krátký proces (1. část)     | Hy Averback        | Paul Perlove                  | 7. prosince 1981   | vysíláno                       | 1-G04         |
| 227          | 9         | Snappier Judgment                            | Krátký proces (2. část)     | Hy Averback        | Paul Perlove                  | 14. prosince 1981  | vysíláno                       | 1-G05         |
| 228          | 10        | 'Twas the Day After Christmas                | To byl den po Vánocích      | Burt Metcalfe      | Elias Davis a David Pollock   | 28. prosince 1981  | vysíláno                       | 1-G06         |
| 229          | 11        | Follies of the Living - Concerns of the Dead | Smrtí nic nekončí           | Alan Alda          | Alan Alda                     | 4. ledna 1982      | vysíláno                       | 1-G07         |
| 230          | 12        | The Birthday Girls                           | Narozeninové dívky          | Charles S. Dubin   | Karen Hall                    | 11. ledna 1982     | vysíláno                       | 1-G08         |
| 231          | 13        | Blood and Guts                               | Krev a střeva               | Charles S. Dubin   | Lee H. Grant                  | 18. ledna 1982     | vysíláno                       | 1-G09         |
| 232          | 14        | A Holy Mess                                  | Mše svatá                   | Burt Metcalfe      | David Pollock and Elias Davis | 1. února 1982      | vysíláno                       | 1-G10         |
| 233          | 15        | The Tooth Shall Set You Free                 | Zub tě osvobodí             | Charles S. Dubin   | David Pollock and Elias Davis | 8. února 1982      | vysíláno                       | 1-G11         |
| 234          | 16        | Pressure Points                              | Tlakové body                | Charles S. Dubin   | David Pollock and Elias Davis | 15. února 1982     | vysíláno                       | 1-G12         |
| 235          | 17        | Where There's a Will, There's a War          | Kde je vůle, tam je i válka | Alan Alda          | David Pollock a Elias Davis   | 22. února 1982     | vysíláno                       | 1-G13         |
| 236          | 18        | Promotion Commotion                          | Všeobecné pozdvižení        | Charles S. Dubin   | Dennis Koenig                 | 1. března 1982     | vysíláno                       | 1-G14         |
| 237          | 19        | Heroes                                       | Hrdinové                    | Nell Cox           | Thad Mumford a Dan Wilcox     | 15. března 1982    | vysíláno                       | 1-G15         |
| 238          | 20        | Sons and Bowlers                             | Synové a kuželkáři          | Hy Averback        | Elias Davis a David Pollock   | 22. března 1982    | vysíláno                       | 1-G16         |
| 239          | 21        | Picture This                                 | Zachyť to                   | Burt Metcalfe      | Karen Hall                    | 5. dubna 1982      | vysíláno                       | 1-G17         |
| 240          | 22        | That Darn Kid                                | Zlořečená koza              | David Ogden Stiers | Karen Hall                    | 12. dubna 1982     | 24. července 1995[verifikovat] | 1-G19         |

### Jedenáctá řada (1982–1983)
| Č. v seriálu | Č. v řadě | Původní název                 | Český název                | Režie            | Scénář | Premiéra v USA     | Produkční kód |
| ------------ | --------- | ----------------------------- | -------------------------- | ---------------- | --- | ------------------ | ------------- |
| 241          | 1         | Hey, Look Me Over             | Koukni na mě               | Susan Oliver     | Alan Alda a Karen Hall                                                                                     | 25. října 1982     | 1-G21         |
| 242          | 2         | Trick or Treatment            | Iluze nebo terapie         | Charles S. Dubin | Dennis Koenig                                                                                              | 1. listopadu 1982  | 9-B01         |
| 243          | 3         | Foreign Affairs               | Propaganda                 | Charles S. Dubin | David Pollock a Elias Davis                                                                                | 8. listopadu 1982  | 1-G22         |
| 244          | 4         | The Joker is Wild             | Divoký vtipálek            | Burt Metcalfe    | John Rappaport and Dennis Koenig                                                                           | 15. listopadu 1982 | 1-G24         |
| 245          | 5         | Who Knew?                     | Kdo ví?                    | Harry Morgan     | Elias Davis a David Pollock                                                                                | 22. listopadu 1982 | 1-G18         |
| 246          | 6         | Bombshells                    | Senzační zpráva            | Charles S. Dubin | Dan Wilcox a Thad Mumford                                                                                  | 28. listopadu 1982 | 9-B02         |
| 247          | 7         | Settling Debts                | Pochybnosti                | Michael Switzer  | Thad Mumford a Dan Wilcox                                                                                  | 6. prosince 1982   | 1-G23         |
| 248          | 8         | The Moon is Not Blue          | Střízlivý měsíc            | Charles S. Dubin | Larry Balmagia                                                                                             | 13. prosince 1982  | 1-G20         |
| 249          | 9         | Run for the Money             | Běh pro peníze             | Nell Cox         | námět: Mike Farrell, Elias Davis a David Pollock scénář: Elias Davis a David Pollock                       | 20. prosince 1982  | 9-B03         |
| 250          | 10        | U.N., the Night and the Music | OSN, noc a hudba           | Harry Morgan     | Elias Davis a David Pollock                                                                                | 3. ledna 1983      | 9-B06         |
| 251          | 11        | Strange Bedfellows            | Podivní spolunocležníci    | Mike Farrell     | Karen Hall                                                                                                 | 10. ledna 1983     | 9-B07         |
| 252          | 12        | Say No More                   | Neříkej už ne              | Charles S. Dubin | John Rappaport                                                                                             | 24. ledna 1983     | 9-B08         |
| 253          | 13        | Friends and Enemies           | Přátelé a nepřátelé        | Jamie Farr       | Karen Hall                                                                                                 | 7. února 1983      | 9-B05         |
| 254          | 14        | Give and Take                 | Dávej a ber                | Charles S. Dubin | Dennis Koenig                                                                                              | 14. února 1983     | 9-B09         |
| 255          | 15        | As Time Goes By               | Jak jde čas                | Burt Metcalfe    | Dan Wilcox a Thad Mumford                                                                                  | 21. února 1983     | 9-B10         |
| 256          | 16        | Goodbye, Farewell and Amen    | Nashledanou, sbohem a amen | Alan Alda        | Alan Alda, Burt Metcalfe, John Rappaport, Dan Wilcox, Thad Mumford, Elias Davis, David Pollock, Karen Hall | 28. února 1983     | 9-B04         |